# 板東順司
板東 順司（ばんどう じゅんじ、1949年9月29日 - ）は、徳島県板野郡板野町出身の元プロ野球選手（投手）、プロゴルファー。右投右打。

## 来歴・人物
徳島県立鳴門高等学校2年生の時、1年上のエース森進（のちに三井造船）の控え投手として1966年夏の甲子園に出場。1回戦は森が修徳高を完封、しかし2回戦では小倉工の斎藤英雄、横山晴久らの継投に抑えられ惜敗。この試合でリリーフに立ち甲子園初登板。3年夏（1967年）の徳島県大会は準々決勝で徳島工に敗退。
1967年のドラフト5位で巨人に入団。担当スカウトは伊藤菊雄。1年目からファームで結果を残し2年目のドジャースキャンプ派遣の椅子を山内新一と争ったが、肘の故障で参加できなかった。一軍の打撃投手を手伝った際に変化球を多投したのが原因。
その後故障が完治せず、3年目となる1970年のシーズン終了後、自ら退団を申し出て現役を引退した。
退団後はプロゴルファーの杉本英世の門を叩きアシスタントプロを務め、1979年（昭和54年）に5回目の挑戦でプロテストに合格。また名前を純司と改名した。

## 詳細情報

### 年度別投手成績
- 一軍公式戦出場なし

### 背番号
- 51 （1968年 - 1970年）